# 布蘭奇維爾 (新澤西州)
布蘭奇維爾（英語：Branchville）是位於美國新澤西州蘇塞克斯縣的自治市鎮。

## 人口
根據2020年美國人口普查的數據，布蘭奇維爾的面積為1.55平方千米，當中陸地面積為1.54平方千米，而水域面積為0.01平方千米。當地共有人口791人，而人口密度為每平方千米510人。